# Poul Rosenørn (officer)
 Der er flere personer med dette navn, se Poul Rosenørn (stiftamtmand).
Poul Rosenørn (25. januar 1670 på Tvilumgård – 26. november 1737 på Katholm) var en dansk officer og godsejer.
Han var søn af Peder Madsen Rosenørn (1635-1706) og Anna de Hemmer (1637-1703). Rosenørn ejede godserne Tvilumgård, Meilgård og Katholm. Han endte som generalmajor.
Han var gift med Mette Benzon (10. november 1693 – 1752 på Katholm), som fødte ham fem børn, bl.a. Peder Rosenørn.